# Pacific Missile Range
Pacific Missile Range (PMR) – również Point Arguello – nieczynny amerykański kosmodrom i poligon rakietowy należący do Sił Powietrznych Stanów Zjednoczonych, położony w hrabstwie Santa Barbara. Dawniej należący do Marynarki Wojennej USA. W swoim czasie był największym amerykańskim poligonem rakietowym. Sąsiadujący z położoną na północy bazą lotniczą Vandenberg, w Kalifornii. Obecnie wchodzący w skład tej ostatniej.

## Nazwa
Skrótowo, poligon ten nazywany jest Point Arguello, od przylądka nazwanego w 1793 na cześć José Darío Argüello, hiszpańskiego żołnierza, ówczesnego komendanta fortu w Monterey, późniejszego komendanta fortu w Santa Barbara i gubernatora Górnej Kalifornii. Nazwę tę nadał angielski nawigator George Vancouver.

## Historia
Zapowiedź budowy ośrodka badań rakietowych ogłoszono 29 stycznia 1958 roku. Tereny na budowę poligonu rakietowego w Point Arguello i Point Mugu zostały wyznaczone równolegle z terenami dla bazy lotniczej Sił Powietrznych Stanów Zjednoczonych w Vandenberg, na północ od Point Arguello. Obie powstały na terenie byłego Camp Cooke. Północną część otrzymały USAF, a południową, 19 800 akrów, w maju 1958 roku przekazano US Navy. Marynarka utworzyła na nich Naval Missile Facility (ośrodek rakietowy US Navy), tworzący Pacific Missile Range, czyli pacyficzny poligon rakietowy. Ośrodek stał się miejscem startów oraz centrum kontroli lotów dla wszystkich misji rakiet kosmicznych i balistycznych przeprowadzanych przez Marynarkę Wojenną.
16 listopada 1963 roku globalną kontrolę i planowanie sieci wystrzeliwania i śledzenia rakiet ICBM i kosmicznych powierzono US Air Force, na rozkaz sekretarza obrony USA, Roberta McNamary. W rezultacie, 1 lipca 1964 roku Siły Powietrzne przejęły większą część poligonu PMR. Pozostała część terenów została przekazana 1 lutego 1965 roku.
Na poligonie tym rozwijano i testowano wiele rodzajów broni rakietowej używanej później przez Armię Stanów Zjednoczonych, m.in.: AIM-9 Sidewinder, Sparrow III, AIM-54 Phoenix, Harpoon, BGM-109 Tomahawk, Standard czy Trident. Tutaj również odbywały się loty w ramach eksperymentu NERV (Nuclear Emulsion Recovery Vehicle).
Pierwszą rakietę, Terrier ASROC Cajun, odpalono 1 maja 1959. Ostatnią, Nike Javelin, 25 marca 1966.

## Stanowiska startowe
Ośrodek posiadał 6 stanowisk startowych przystosowanych dla rakiet kosmicznych oraz sondażowych:
| Symbol | Położenie geograficzne | Miejsce startu rakiet                                                                                             |
| ------ | ---------------------- | --- |
| A      | 34,6591° N 120,5992° W | Astrobee 1500, Black Brant, Blue Scout Junior, Dac Roc, HJ Nike Nike, Journeyman, Nike Javelin, Nike-Asp, Seagull |
| B      | 34.6523° N 120,6017° W | Astrobee 1500, Deacon Arrow II, Kiva/Hopi, Nike Viper I, Nike-Cajun, Terrier Asp                                  |
| D      | 34,6043° N 120,6234° W | Scout X-2, Scout X-3, Scout X-4                                                                                   |
| 1      | 34,6400° N 120,5911° W | Atlas LV-3A Agena A, Atlas LV-3A Agena B, Thor Agena D, Thor SLV-2A Agena D                                       |
| 2      | 34,6359° N 120,5878° W | Atlas LV-3A Agena B                                                                                               |
| 3      | 34,6290° N 120,6139° W | Atlas LV-3A Agena D                                                                                               |